# Ruth Andreas-Friedrich
Ruth Andreas-Friedrich (Berlin-Schöneberg, 23 september 1901 – Gauting, 17 september 1977) was een Duitse journaliste. Tijdens de Tweede Wereldoorlog was ze een van de leiders van de Duitse verzetsgroep Oom Emil.

## Levensloop
Ruth Andreas was de dochter van artistiek directeur Max Adolf Behrens en diens vrouw Margarete Wilhelmine von Drewitz. Als jonge vrouw was ze aangesloten bij de Wandervogels. In 1922 voltooide ze een opleiding tot sociaal werker en deed ze vervolgens een stage in een boekhandel. Vanaf de jaren twintig schreef ze recensies en feuilletons voor de Neue Badische Landeszeitung en de Königsberger Allgemeine Zeitung. Ze trouwde in 1924 met Otto Friedrich die later voorzitter werd van de grootste West-Duitse werkgeversorganisatie. Samen kregen zij een dochter, Karin. In 1930 strandde het huwelijk.
Vanaf de jaren dertig woonde Andreas-Friedrich samen met de dirigent Leo Borchard. Rondom hen ontstond in 1938 de verzetsgroep Onkel Emil (Oom Emil). De groep bestond uit artsen, journalisten en andere intellectuelen. Zij zorgden voor voedsel, schuilplaatsen en valse papieren voor slachtoffers van het naziregime, waaronder veel Joden. Via hun netwerk pleitte de groep voor ter dood veroordeelden, waaronder Helmuth James von Moltke, steunde ze de families van politiek vervolgden en verspreidde ze vlugschriften van de verzetsgroep Witte Roos.
Tussen 1938 in 1948 hield Andreas-Friedrich een dagboek bij. Het deel over de periode 1938-1945 werd in 1946 voor het eerst gepubliceerd (in een Engelse vertaling) bij de New York uitgeverij Henry Holt en in 1947 bij de Londense uitgever Latimer House. Nog in 1947 werd het in Duitsland door uitgeverij Suhrkamp gepubliceerd onder de titel Der Schattenmann., en in 1962 door uitgeverij Rheinsberg in Berlijn onder de titel Schauplatz Berlin. Het boek is ook vertaald in het Frans, Hongaars, Hebreeuws en (onder verschillende titels) in het Nederlands. Het dagboek heeft een belangrijke historische waarde omdat Andreas-Friedrich over een breed netwerk beschikte en veel connecties had met medewerkers van het ministerie van Buitenlandse Zaken. Daardoor was ze goed geïnformeerd. Verder geeft het dagboek een goed beeld van het dagelijks leven in Berlijn onder de nazi's, is het een belangrijke primaire bron over de activiteiten van de verzetsgroep Onkel Emil en beschrijft het goed de penibele situatie waarin Duitsland zich bevond op Stunde Null.
Andeas-Friedrich verhuisde in 1948 naar München waar ze trouwde met Walter Seitz die ook lid geweest was van de verzetsgroep Onkel Emil. In 1977 maakte zij een einde aan haar leven.

## Eerbetoon
Andreas-Friedrich ontving in 2002 postuum van het Israëlische holocaustcentrum Yad Vashem de eretitel Rechtvaardige onder de Volkeren. Haar dochter Karin (1925-2015) ontving in 2004 dezelfde onderscheiding. In de Berlijnse wijk Steglitz is bij haar voormalige huis een herdenkingsplaquette te vinden. In dezelfde wijk is een park naar Andreas-Friedrich vernoemd.